# Kohat
Kohat (paschtunisch کوهاټ, Urdu کوہاٹ) ist die Hauptstadt des Distrikt Kohat in der Provinz Khyber Pakhtunkhwa in Pakistan. Die Stadt gilt als Zentrum des paschtunischen Stammes der Bangash, der seit dem späten 15. Jahrhundert in der Region lebt.

## Geschichte
Die Region war hauptsächlich von Orakzai besiedelt, die dann im 14. und 15. Jahrhundert von den Bangash aus dem Westen vertrieben wurden, und von Khattaks aus dem Süden. Die Region Kohat wurde wahrscheinlich im frühen späten 15. Jahrhundert nach einer entscheidenden Schlacht im nahe gelegenen Alizai fest von Bangash-Stammesangehörigen dominiert. Danach siedelten sich Bangash-Stämme in den fruchtbaren Tälern an und assimilierten verbleibende indigene Einwohner in den größeren Bangash-Stamm.
Die erste historische Aufzeichnung der Stadt stammt aus der Autobiographie des Mogulkaisers Babur. Nach der Eroberung von Peschawar wurde Babur, Berichten zufolge, von riesigen Reichtümern in Kohat berichtet. Er fiel 1505 in Kohat ein und plünderte es, nur um herauszufinden, dass die Geschichten über seinen Reichtum übertrieben waren. Nach der Eroberung von Kohat marschierte Baburs Armee in Richtung Bangash-Land, wo er eine Gruppe von Stammesangehörigen besiegte.
Danach war die Stadt Teil des Durranireichs, des Reichs der Sikh und dem Britischen Weltreich. 1947 fiel es an das unabhängige Pakistan. In jüngerer Zeit wurde die Stadt mehrfach von Anschlägen der Tehrik-i-Taliban Pakistan erschüttert.

## Bevölkerungsentwicklung
| Zensusjahr | Einwohnerzahl |
| ---------- | ------------- |
| 1972       | 65.202        |
| 1981       | 77.604        |
| 1998       | 126.627       |
| 2017       | 228.779       |

## Infrastruktur
Kohat ist ein wichtiger Knotenpunkt auf dem N-55 Indus Highway, der Peshawar mit Karatschi verbindet, und dem N-80 Highway, der Kohat mit Islamabad verbindet. Der 1,9 Kilometer lange Kohat-Tunnel wurde 2004 fertiggestellt und verbindet die südlichen Distrikte von Khyber Pakhtunkhwa mit Peschawar. Der mit japanischer Unterstützung errichtete Tunnel verkürzte die Fahrzeiten über den Kohat-Pass drastisch.
Die Stadt verfügt über einen Bahnhof, welcher im Jahre 1902 eröffnet wurde.

## Bildung
Mit der Kohat University of Science & Technology, der Preston University und einem Campus der University of Engineering & Technology, Peshawar befinden sich drei Hochschulen in der Stadt.

## Galerie

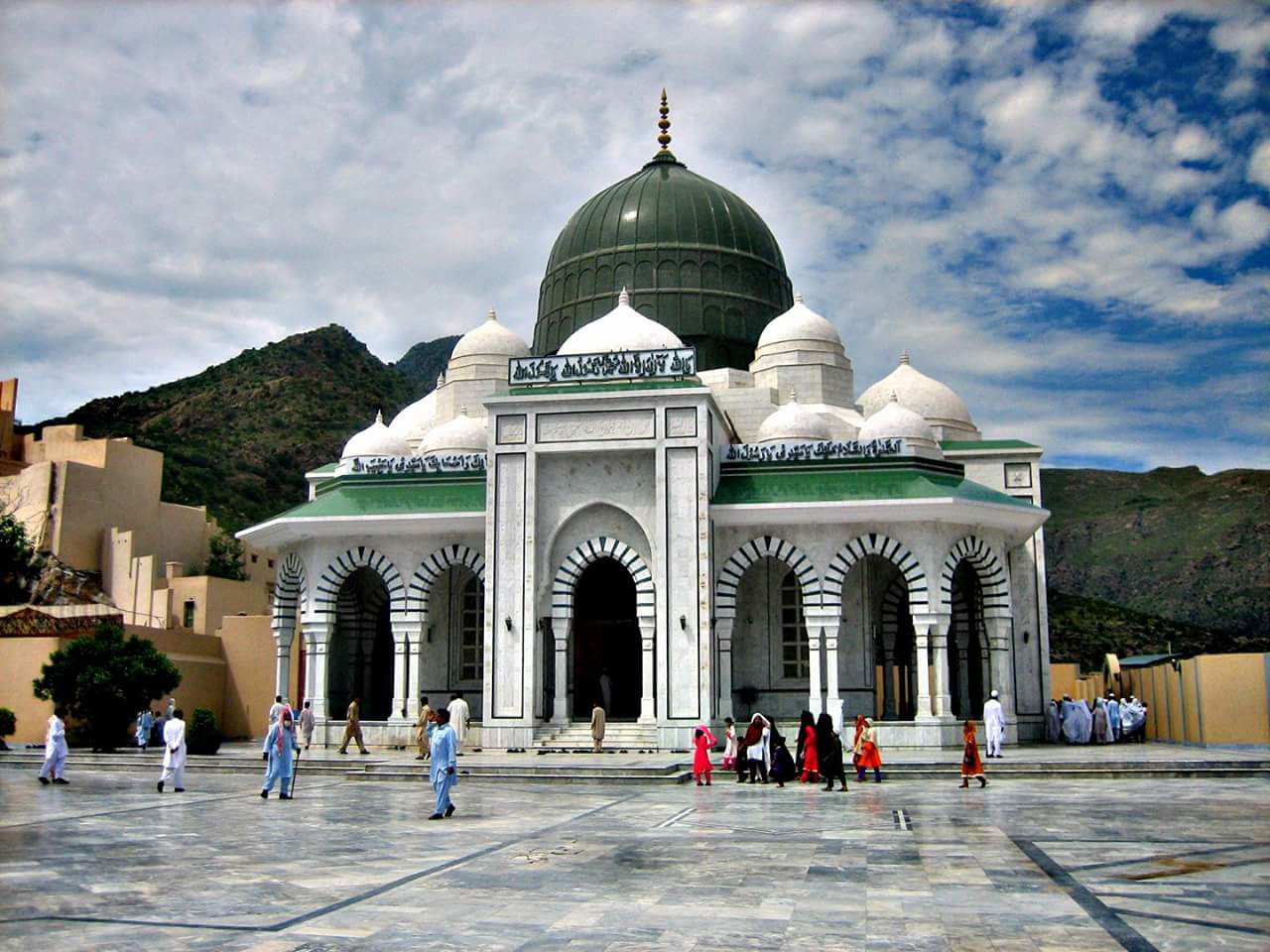
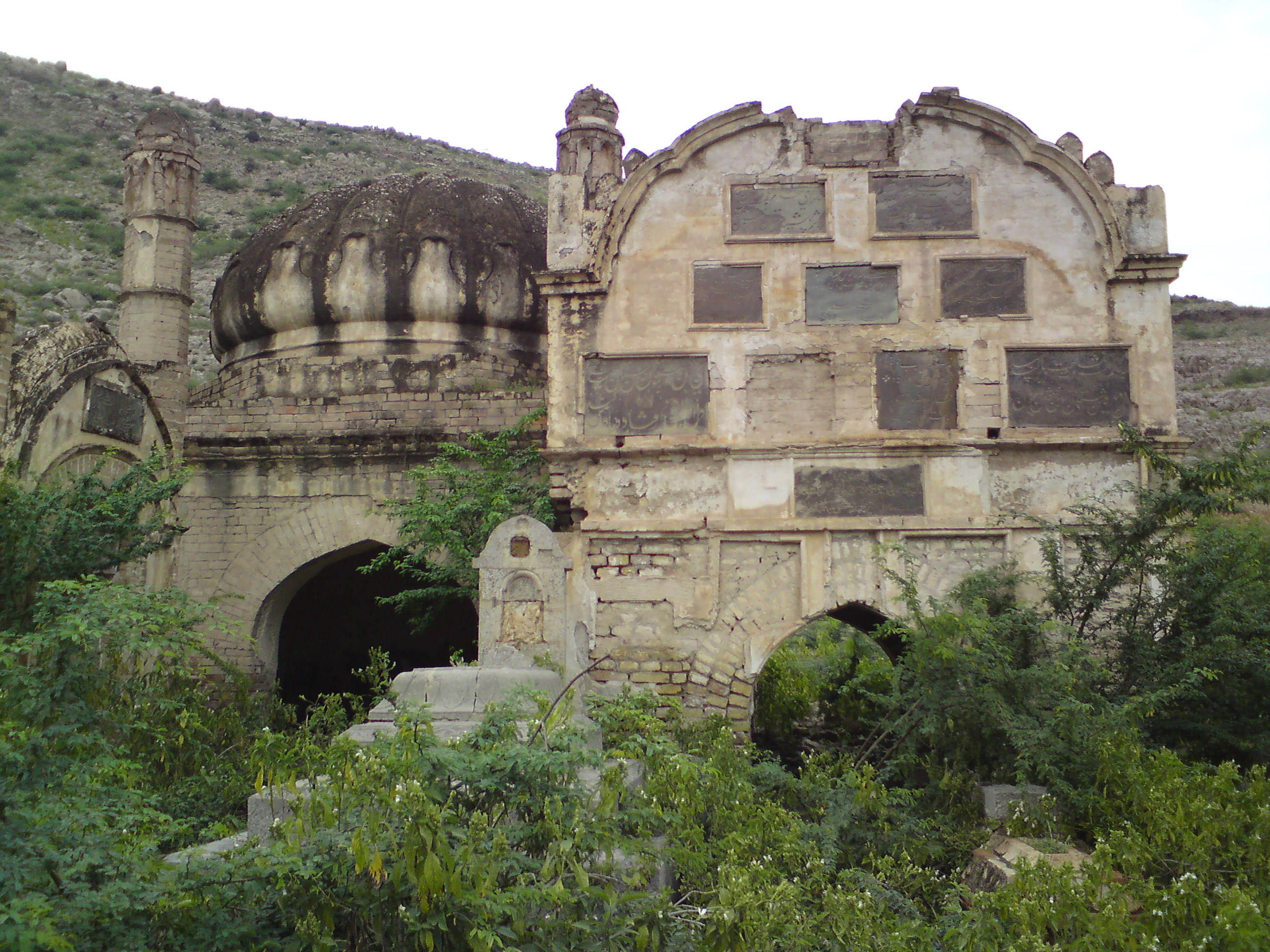
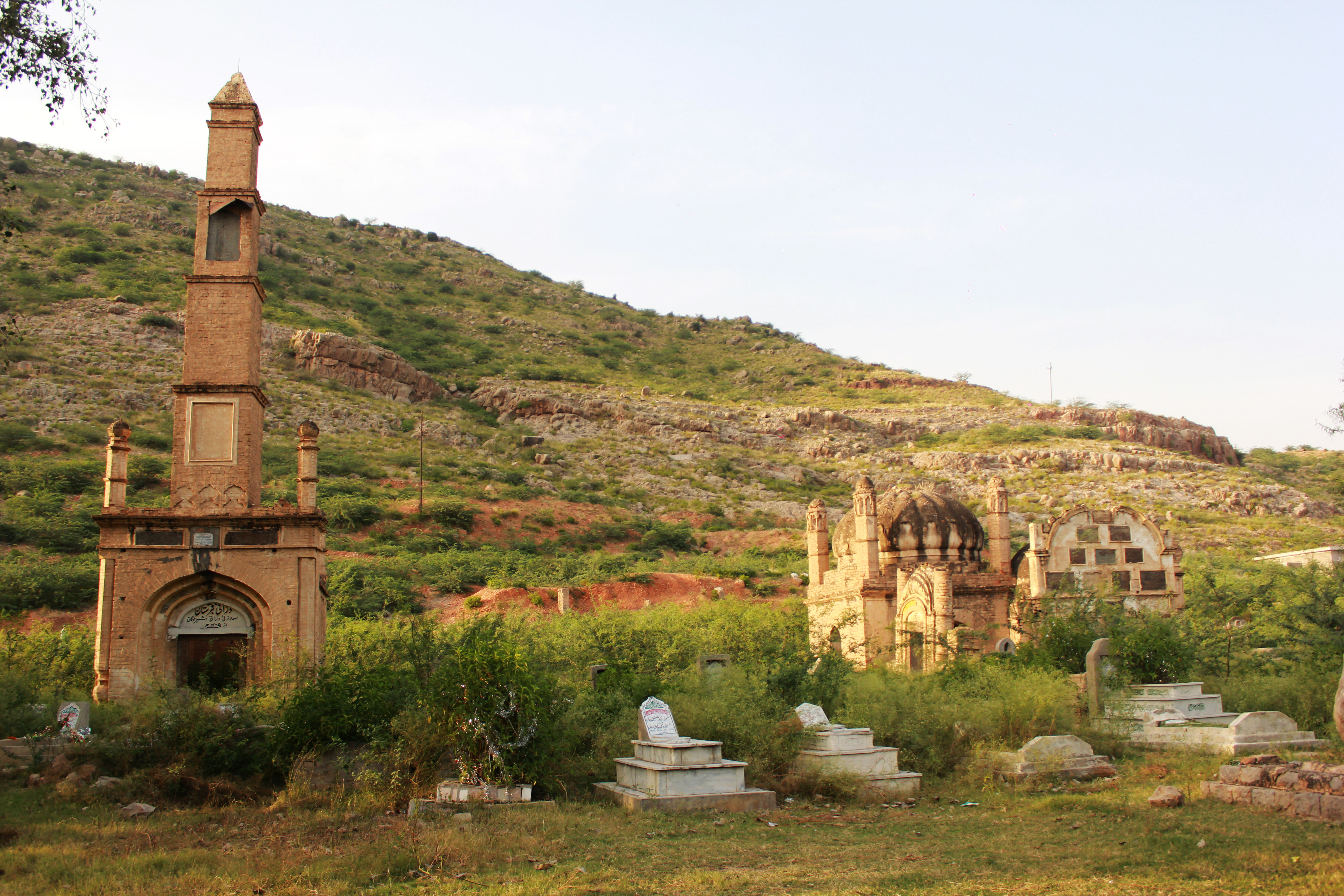